# Jerzy Jazłowiecki

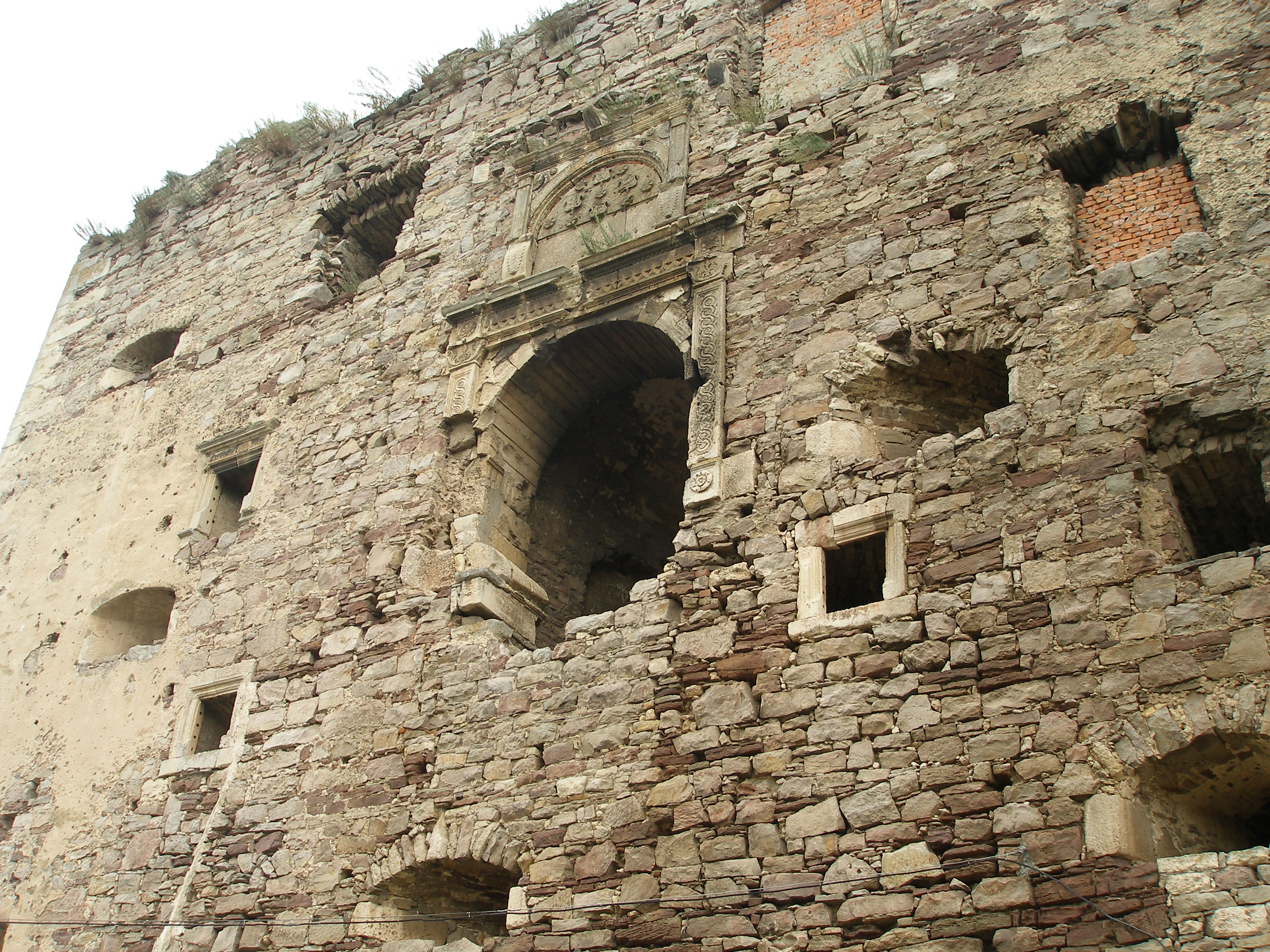
Brama zamku w Jazłowcu z tablicą fundacyjną Jerzego Jazłowieckiego

Jerzy Jazłowiecki herbu Abdank (ur. przed 1510, zm. 8 marca 1575) – hetman wielki koronny w latach 1569–1575 (bez formalnej nominacji), hetman polny koronny w 1569, rotmistrz jazdy obrony potocznej w latach 1535-1574, wojewoda podolski od 1567, ruski od 1569, kasztelan kamieniecki od 1564, starosta czerwonogrodzki od 1544, kamieniecki od 1547, lubaczowski i latyczowski od 1566, chmielnicki od 1571, śniatyński od 1573,  przedstawiciel dyplomatyczny Rzeczypospolitej w Imperium Osmańskim w 1564 roku.

## Życiorys
Początkowo używał nazwiska Monasterski, dopiero od 1547 pisał się Jazłowiecki. Wychowywał się na dworze biskupa krakowskiego Piotra Tomickiego, lecz już wkrótce rozpoczął karierę wojskową, szkoląc się pod okiem Jana Tarnowskiego i Mikołaja Kamienieckiego. Już w 1528 jako 18-latek wsławił się jako rotmistrz królewski w bitwie z Tatarami pod Kamieńcem. Rok później wziął udział w wyprawie na Oczaków, gdzie przez niefrasobliwość dostał się wraz z Sieniawskim do niewoli tureckiej, z której został uwolniony dopiero po wpłaceniu okupu. Brał udział w Bitwie pod Obertynem z Mołdawianami w 1531 roku. Wkrótce skoncentrował się jednak głównie na powiększaniu swoich dóbr.
W 1546 przeszedł na kalwinizm, pozamykał w swoich dobrach kościoły i wypędził dominikanów. Przebudował zamek w Jazłowcu w latach 1550-1556.
Wielokrotnie posłował na sejm. Poseł na sejm piotrkowski 1562/1563 roku z województwa podolskiego. Był zwolennikiem unii polsko-litewskiej. W 1564 schwytał przekradającego się do Węgier hospodara mołdawskiego Stefana Tomżę, którego odesłał do Lwowa, gdzie ten został ścięty.
23 kwietnia 1564 pojechał z poselstwem do sułtana Sulejmana Wspaniałego, za którą to misję król mianował go w tym samym roku do Senatu.
Hetman polny koronny
W 1569 został hetmanem polnym koronnym. Na tym stanowisku przeprowadził gruntowną reorganizację obrony potocznej. Przekształcił oddziały ciężkozbrojnej jazdy w wojsko o przewadze rot lekkozbrojnych. Wprowadził oddziały kozackie do piechoty. Przesunął posterunki obronne z Podola nad Dniepr. Podczas bezkrólewia 1572, zataił fakt śmierci króla Zygmunta Augusta i odebrał przysięgę wierności od hospodara mołdawskiego Jana Srogiego. W 1573 podpisał elekcję Henryka Walezego. Część szlachty popierała jego kandydaturę do korony polskiej jako jednego z siedmiu "Piastów", wysuniętą przez kasztelana gnieźnieńskiego Jana Tomickiego. Sułtan Selim II doradzał też szlachcie jego kandydaturę, obok kandydatur marszałka wielkiego koronnego Jana Firleja i prymasa Jakuba Uchańskiego. W czasie drugiego bezkrólewia bezskutecznie próbował wysunąć kandydaturę czeskiego magnata Wilhelma von Rosenberga.
Jerzy Jazłowiecki zmarł w 1575 roku. Po śmierci ojca Jazłowiec objął syn Mikołaj Jazłowiecki, który poszedł w ślady swego ojca, biorąc udział w wyprawie Batorego na Moskwę.

## Rodzina
W zawartym małżeństwie z Elżbietą Tarło (córką Jana Tarły, cześnika koronnego) pozostawił siedmioro dzieci:
- 1. Mikołaja,
- 2. Michała,
- 3. Andrzeja
- 4. Hieronima
- 5. Annę, żonę Marcina Czuryły (zm. ok. 1610).
- 6. Jadwigę
- 7. Katarzynę Jazłowiecką.